# Аліот
Аліот (ε UMa, Епсилон Великої Ведмедиці) — хімічно пекулярна зоря спектрального класу A1 й має видиму зоряну величину в смузі V приблизно 1,8. Вона знаходиться у сузір'ї Великої Ведмедиці й розташована на відстані близько 80,9 світлових років від Сонця.

## Фізичні характеристики
Зоря Аліот обертається порівняно повільно навколо своєї осі. Проєкція її екваторіальної швидкості на промінь зору становить  Vsin(i)= 33км/сек. Телескоп Гіппаркос зареєстрував фотометричну змінність даної зорі з періодом 5,08 доби в межах від Hmin=1,77 до Hmax=1,74.

## Пекулярний хімічний склад
Зоряна атмосфера має підвищений вміст Cr.

## Магнітне поле
Спектр даної зорі вказує на наявність магнітного поля у її зоряній атмосфері. Напруженість повздовжної компоненти поля оціненої з аналізу
крил ліній Бальмера становить 365,0±255,0 Гаус.